# Jules Horowitz
Jules Horowitz (* 3. Oktober 1921 in Rzeszów; † 3. August 1995) war ein französischer Physiker.
Horowitz stammte aus einer jüdischen Familie in Polen, die in den 1920er Jahren nach Deutschland auswanderte und danach vor den Nationalsozialisten nach Metz floh. Unter deutscher Besatzung zogen sie weiter in das unbesetzte Frankreich. Horowitz studierte ab 1941 an der École polytechnique. 1946 wurde er von Francis Perrin wie andere Polytechniciens (Claude Bloch, Michel Trocheris) ins französische Kernenergie-Programm geholt. Er war beim Commissariat à l’énergie atomique (CEA) an der Entwicklung und Inbetriebnahme des ersten Kernreaktors Frankreichs beteiligt, dem Schwerwasserreaktor ZOÉ im Fort de Châtillon südlich von Paris, der am 15. Dezember 1948 erstmals kritisch wurde. Die Gesamtleitung hatte Frédéric Joliot-Curie als Hochkommissar des CEA und beteiligt waren auch Lew Kowarski (der am Bau entsprechender Reaktoren in Chalk River im Manhattan Project beteiligt war und den Bau beaufsichtigte), Bertrand Goldschmidt, Jules Guéron (1907–1990), Albert Messiah, Francis Perrin, Raoul Dautry (1880–1951) und Irène Joliot-Curie. Horowitz berechnete den Reaktorkern mit Unterstützung von Anatole Abragam und dem Ingenieur André Ertaud. Ab 1950 war er wie Bloch im Service de physique mathématique des CEA in Saclay unter Jacques Yvon (1903–1979). Horowitz befasste sich dort mit der Physik von Kernreaktoren und war einer der Gründer der französischen Schule der Neutronenphysik im Umfeld der Kerntechnik, der auch viele der Ingenieure der zweiten Generation in der französischen Kerntechnik ausbildete. Für die Berechnung von Reaktoren führte er beim CEA auch die ersten elektronischen Rechenanlagen ein und gründete ein Rechenzentrum am CEA. Er befasste sich aber auch mit reiner theoretischer Physik. So war er 1948 am Niels-Bohr-Institut in Kopenhagen, wo er den Zerfall von Myonen theoretisch untersuchte.
1952 wurde er Leiter des Service de physique mathématique und 1959 Leiter der Forschungsabteilung Kernreaktoren (Département des études de piles) und 1962 Direktor der Abteilung Kernreaktoren (Piles atomiques).
1970 gründete er bei der Reorganisation des CEA das Institut für Grundlagenforschung (Institut de recherche fondamentale) des CEA in Saclay und war bis 1986 dessen erster Direktor. 1984 bis 1987 war er Präsident der Kommission für den Joint European Torus. 1988 bis 1993 war er Präsident der European Synchrotron Radiation Facility in Grenoble.
Er war wesentlich 1958 am Bau des ersten Kernreaktors in Israel in Dimona (Kernforschungsanlage Negev) beteiligt, der mit französischer Unterstützung erfolgte.
Er spielte 1979 eine Rolle bei der Aufdeckung des Betrugsskandals der Avions Renifleurs, bei der Elf Aquitaine um hohe Geldsummen betrogen wurde, als sie auf ein System zur Ölsuche per Flugzeug hereinfielen.
1988 erhielt er den Prix Ampère. Er war Kommandeur der Ehrenlegion, des Ordre national du mérite und der Palmes académiques.
Der im Bau befindliche (2017) Forschungsreaktor Jules Horowitz in Cadarache ist nach ihm benannt und ebenso der Haupt-Campus der Universität Caen und eine Straße im Forschungsbezirk (Polygone scientifique) von Grenoble.
Er war der Schwager des Physikers Claude Bloch.